# 方风雷
方风雷（1952年2月1日—），出生于中国湖南；中山大学中文系毕业，后在哈佛大学商学院进修高级管理学课程。1993年开始参与筹建中国首家中外合资投资银行中国国际金融有限公司，成为“第一代中国本土投资银行家”。曾历任中国国际金融有限公司副总裁，中银国际控股有限公司执行总裁，中国工商东亚金融控股有限公司执行总裁，高盛高华证券有限责任公司董事长等职。现任，厚朴投资管理公司董事长。

## 早年经历
“文化大革命（文革）”开始前，方风雷的父亲曾在中国人民解放军担任团级职务。文革开始后，1968年，方风雷被下放到内蒙古农村插队劳动；年满18岁后，应征入伍；三年兵役期结束，复员到北京当工人；在“高考”制度恢复后，考入中山大学中文系。毕业后，方风雷被分配到外经贸部工作；后被调至河南省经贸厅。
方风雷是在参加一次调研活动时，被河南省官员看中，进而事业得到了显著进步。在河南工作期间，方风雷被委以重任；1985年时，担任河南省外贸总公司总经理，并兼任河南省经贸委委员（副厅级）；参与了中国第一个期货交易所——郑州农产品期货交易所的方案设计和早期筹备。

## 投行专家
二十世纪九十年代初，方风雷移居美国。1992年回国后，以中国管理科学院市场所副所长的身份，在海南省主持策划了中国第一个不动产证券化产品——“三亚地产投资券”，并为“海南人民银行”起草了《地产投资券管理办法》。1993年，方风雷参与筹建了中国首家中外合资投资银行——“中国国际金融公司”，并出任中国国际金融有限公司副总裁，开始成为一名投资银行家。
自1995年，方风雷先后在中金公司、中银国际、工商东亚等三家中国顶尖投资银行担任高级管理职务。在其投资银行生涯中，方风雷曾领导及参与了多项大型资本市场项目，包括中国电信收购香港电讯、中国移动在香港上市、中国石油海外上市，以及中国联通、中石化、宝钢等企业的重组上市，还有中国海洋石油在纽约和香港同时上市等项目。因此，方风雷曾被《Financial Asia》评为“对中国资本市场最有影响的十人之一”。
2007年，在中国政府开始推动本土私人股本基金发展的环境下，方风雷和毕马威中国前主席何潮辉（Dominic Ho），以及高盛前资深银行家王忠信（Richard Ong）合作创办了“厚朴基金管理公司”，初始规模为25亿美元。

## 投行任职经历
- 1995年至2000年，任中国国际金融公司副总裁；
- 2000年至2001年，任中银国际控股总裁；
- 2001年至2002年，赴哈佛大学商学院进修；
- 2002年至2003年9月，任工银东亚总裁；
- 2004年至今，任高盛高华证券有限责任公司董事长；
- 2007年至今，任厚朴投资管理公司董事长。

## 家庭
- 妻子~方？：方風雷妻子為中國著名經濟學家劉國光（1923年11月23日-）的女兒[5]；
- 女兒~方爱之：真格基金总经理；真格基金是由新东方创始人之一徐小平（1956年6月19日-）于2006年创立的天使投资基金；